# Javier Díaz Neira
Javier Díaz Neira, más conocido como Díaz Neira (Paderne, La Coruña, 16 de octubre de 1978), es un exfutbolista español. Se desempeñaba en la posición de defensa central.

## Trayectoria
Javier llegó a la cantera del Athletic Club en 1994, en categoría juvenil. El jugador gallego se crio en el municipio vizcaíno de Basauri desde muy joven. El 27 de noviembre de 1996 debutó como titular con el Athletic Club en un partido de Copa, en San Mamés, frente al Zalla Unión Club. Sin embargo, tras dos temporadas en el Bilbao Athletic, firmó por la SD Lemona en 1998. Un año más tarde fichó por el Aurrera Vitoria, donde coinció con un jovencísimo Aritz Aduriz. En 2001 decidió marcharse a la Unión Balompédica Conquense, donde fue entrenado por el técnico basauritarra "Zurro". Tras tres campañas, se unió al Talavera Club de Fútbol, donde no tuvo mucho éxito y puso fin a su etapa como jugador de Segunda B.
En la primera parte de la 2005-06 jugó en el San Leonardo, ya en Tercera División. Sin embargo, pocos meses después se marchó a jugar los siguientes cinco años en varios clubes de Castilla-La Mancha como el CD Quintanar de la Orden, Gimnástico de Álcazar, CP Villarrobledo y el CD Chozas de Canales.
En 2011 se unió al Club Deportivo Aguilar de Palencia y, meses más tarde, se marchó al Rayo Cantabria. En la temporada 2012-13 fue jugador del Alhaurín de la Torre malagueño. Se retiró en 2016 después de tres temporadas en varios clubes regionales vizcaínos como la SD Erandio, el CD Padura y la SD Moraza.

## Selección nacional
Fue asiduo en las categorías inferiores de la selección española. Participó en la Eurocopa sub-16 en 1995 y, también, en el Mundial sub-17 de 1995, donde fue titular.

## Clubes
| Club                        | País   | Año         |
| --------------------------- | ------ | ----------- |
| Bilbao Athletic             | España | 1996 - 1998 |
| SD Lemona                   | España | 1998 - 1999 |
| Aurrera Vitoria             | España | 1999 - 2001 |
| Unión Balompédica Conquense | España | 2001 - 2004 |
| Talavera Club de Fútbol     | España | 2004 - 2005 |
| San Leonardo                | España | 2005        |
| CD Quintanar de la Orden    | España | 2006        |
| Gimnástico de Álcazar       | España | 2006 - 2007 |
| CP Villarrobledo            | España | 2007 - 2010 |
| CD Chozas de Canales        | España | 2010 - 2011 |
| Club Deportivo Aguilar      | España | 2011        |
| Rayo Cantabria              | España | 2012        |
| Alhaurín de la Torre        | España | 2012 - 2013 |
| SD Erandio                  | España | 2013 - 2014 |
| CD Padura                   | España | 2015        |
| SD Moraza                   | España | 2015 - 2016 |